# Porcia Catonis
Porcia Catonis was de naam voor vrouwen in de tak van de gens Porcia die het cognomen Cato droegen.

## Porcia Catonis (i)
Porcia Catonis (i) was een dochter van Marcus Porcius Cato (II) en Livia Drusa en de zuster van Marcus Porcius Cato Uticensis minor. Wegens het vroegtijdig overlijden van haar beide ouders, werd zij op jonge leeftijd, samen met haar broer Marcus, door haar oom Marcus Livius Drusus in huis gehaald en opgevoed. Zij was getrouwd met Lucius Domitius Ahenobarbus (II), consul in het jaar 54 v.Chr. en vooraanstaand lid van de optimates. Samen kregen zij een zoon Gnaius Domitius Ahenobarbus (VI). In 49 v.Chr., terwijl haar man in Corfinium door troepen van Julius Caesar belegerd werd, verbleef zij in Napels. Zij overleed aan het einde van het jaar 46 v.Chr. of het begin van het jaar 45 v. Chr.

## Porcia Catonis (iii)
Porcia Catonis (iii) was een dochter van Marcus Porcius Cato Uticensis minor uit diens tweede huwelijk met Marcia Philippa. Er is weinig over haar bekend. Na het vertrek van haar vader in 49 v.Chr. bleef zij samen met haar moeder in Rome achter.